# Garrett Camp
Garrett Camp (Calgary, 4 ottobre 1978) è un imprenditore canadese, cofondatore di Uber.

## Biografia
Camp è nato e cresciuto a Calgary. Suo padre era un economista e sua madre un'artista ma entrambi, in un secondo momento, avvieranno un'impresa di costruzioni.
Nel 2001 si è laureato in ingegneria elettrica presso l'Università di Calgary e successivamente ha conseguito un master in ingegneria del software, ricercando sistemi collaborativi, algoritmi evolutivi e recupero di informazioni.

## Carriera

### StumbleUpon
Nel 2002 ha co-fondato StumbleUpon, uno dei primi motori di ricerca. Nel 2006, dopo aver ricevuto il suo round di finanziamenti da alcuni angel investor della Silicon Valley, StumbleUpon si è trasferita a San Francisco. Nel 2007, StumbleUpon è stato incluso nell'elenco dei "50 migliori siti Web" della rivista Time, e nell'elenco delle "50 app per iPad indispensabili" del 2013.
Nel 2007 Ebay acquista StumbleUpon per 75 milioni di dollari, per poi cederla nel 2009, rendendola di nuovo indipendente. Dopo questa parentesi Camp torna alla guida dell'azienda portandola ad avere oltre 100 dipendenti e 25 milioni di utenti registrati.
Nel 2012 si dimette da ceo dell'azienda per poi tornare nello stesso ruolo, dopo aver riacquistato le quote degli investitori per zero dollari, nel 2015.
Rimane in azienda fino al 2018, anno in cui la piattaforma ha smesso di avere app web e mobili autonome, cedendo i suoi utenti a Mix.com, un'impresa costruita in parte attraverso la startup dello studio di Camp, Expa.

### Uber
Nel 2009, insieme a Travis Kalanick, confonda UberCab, successivamente rinominata Uber, investendo 250 mila dollari nel seed round.
Nel 2020, Camp ha annunciato le sue dimissioni dal consiglio di amministrazione, restando solo come osservatore in seno allo stesso.

### Expa
Nel 2013 fonda Expa uno startup studio per creare, finanziare e offrire consulenza a nuove aziende.
Le aziende partner di Expa hanno una forte presenza globale con sedi a San Francisco, Los Angeles, New York, Vancouver e Londra.
Nel marzo 2014, Expa ha raccolto i suoi primi 50 milioni di dollari dagli investitori per finanziare la progettazione e lo sviluppo di nuove società. A marzo 2016, Expa ha raccolto altri 100 milioni di dollari.
Expa ha contribuito a costruire e lanciare una serie di aziende, tra cui Mix.com, Haus.com e Cmd.com.
Il 29 aprile 2020, Expa ha annunciato che David Clark si unirà alla società come partner europeo per creare una nuova sede a Londra.

## Nella cultura di massa
Camp è interpretato dall'attore Jon Bass in Super Pumped, una serie televisiva drammatica del 2022 basata sulla nascita e sui primi anni di vita di Uber.